# Aljaksandr Syman
Aljaksandr Valjancinavič Syman (in bielorusso Аляксандр Валянцінавіч Сыман?; Minsk, 26 luglio 1977) è un ex biatleta bielorusso.

## Biografia
In Coppa del Mondo ottenne il primo risultato di rilievo il 2 dicembre 1999 a Hochfilzen (79°), il primo podio il 10 gennaio 2001 a Ruhpolding (3°) e la prima vittoria il 15 gennaio 2004 nella medesima località.
In carriera prese parte a tre edizioni dei Giochi olimpici invernali, Salt Lake City 2002 (56° nella sprint, 49° nell'inseguimento, 8° nella staffetta), Torino 2006 (71° nell'individuale, 11° nella staffetta) e Vancouver 2010 (20° nella sprint, 31° nell'inseguimento, 41° nell'individuale, 11° nella staffetta), e a cinque dei Campionati mondiali, vincendo una medaglia.

## Palmarès

### Mondiali
- 1 medaglia:
  - 1 argento (staffetta[2] a Pokljuka 2001)

### Coppa del Mondo
- Miglior piazzamento in classifica generale: 35º nel 2005
- 8 podi (2 individuali, 6 a squadre[1]), oltre a quello ottenuto in sede iridata e valido anche ai fini della Coppa del Mondo:
  - 2 vittorie (1 individuale, 1 a squadre)
  - 2 secondi posti (a squadre)
  - 4 terzi posti (1 individuale, 3 a squadre)

#### Coppa del Mondo - vittorie
| Data             | Località   | Nazione  | Spec.                                                     |
| ---------------- | ---------- | -------- | --------------------------------------------------------- |
| 15 gennaio 2004  | Ruhpolding | Germania | RL (con Vladimir Dračëv, Rustam Valiulin e Aleh Ryžankoŭ) |
| 16 febbraio 2005 | Pokljuka   | Slovenia | SP                                                        |

Legenda:

SP = sprint

RL = staffetta